# Mario Anguiano Moreno
Mario Anguiano Moreno, né le 15 août 1962 à Tinajas, est un homme politique mexicain, membre du Parti révolutionnaire institutionnel. Il est gouverneur de l'État de Colima du 1er novembre 2009 au 31 octobre 2015.